# Yasushi Akimoto

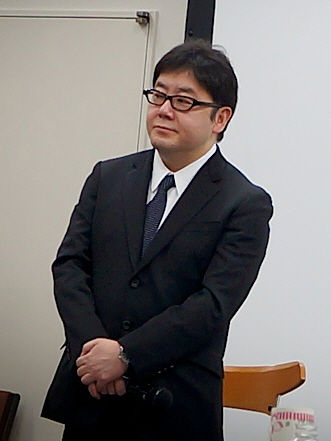
Yasushi Akimoto

Yasushi Akimoto (秋元康, * 2. Mai 1958) ist ein japanischer Fernsehproduzent, Songwriter, Musikproduzent, Professor sowie Vizepräsident der Kyoto University of Art and Design. Er ist der Schöpfer der Popgruppe AKB48 und er schrieb das in Japan äußerst populäre Lied Kawa no nagare no yō ni.
Er ist seit den 1980er Jahren der erfolgreichste Liedtexter japanischer Popmusik und hat in vier Jahrzehnten Texte für weit über 100 Nummer-eins-Hits geschrieben. Sein erster Tophit war 1985 das Lied Sotsugyō: Graduation (卒業) von Momoko Kikuchi. Sein größter Hit Sayonara Crawl (さよならクロール) von AKB48 aus dem Jahr 2013 verkaufte sich fast 2 Millionen Mal. Insgesamt wurden über 100 Millionen Singles mit von ihm getexteten Liedern verkauft.

## Auszeichnungen
2017: Mnet Asian Music Awards - Inspired Achievement Award